# Monticchio (Basilicata)
Monticchio è una frazione appartenente ai comuni di Atella e Rionero in Vulture, in provincia di Potenza.
Situata alle pendici del Monte Vulture, un vulcano spento dell'Appennino meridionale, conserva un variopinto patrimonio ambientale, che rende Monticchio una meta di visitatori soprattutto nel periodo estivo. Dal 1971 è stata istituita la riserva regionale Lago piccolo di Monticchio, che rappresenta l'habitat naturale di una rara specie endemica di farfalla notturna, la Brahmaea europaea.

## Geografia fisica

### Territorio
Monticchio è suddivisa in tre aree: Monticchio Bagni, Monticchio Sgarroni (entrambe appartenenti al comune di Rionero) e Monticchio Laghi (del comune di Atella). Monticchio Bagni presenta circa 250 abitanti ed è ricca di vegetazione di ontani, pioppi e cerri. La frazione è rinomata per la produzione di acque minerali, ove opera il gruppo imprenditoriale Gaudianello, che produce la nota acqua minerale omonima.
La seconda, situata sulle pendici occidentali del monte Vulture, conta una popolazione di circa 150 abitanti ed è sede di strutture ricettive come gli agriturismi. La frazione di Monticchio Laghi, collocata a ridosso del Vulture, prende il nome dalla presenza di due laghi di origine vulcanica (denominati "i gemelli del Vulture"), uno maggiore e uno minore, profondi rispettivamente 38 e 36 metri circa.

### Clima
Il clima è rigido d'inverno e caldo temperato d'estate. Secondo i dati medi del trentennio 1961-1990, la temperatura media del mese più freddo, gennaio, si attesta a +4,4 °C, mentre quella del mese più caldo, agosto, è di +23,0 °C.
| Monticchio Bagni   | Mesi | Mesi | Mesi | Mesi | Mesi | Mesi | Mesi | Mesi | Mesi | Mesi | Mesi | Mesi | Stagioni | Stagioni | Stagioni | Stagioni | Anno |
| Monticchio Bagni   | Gen  | Feb  | Mar  | Apr  | Mag  | Giu  | Lug  | Ago  | Set  | Ott  | Nov  | Dic  | Inv      | Pri      | Est      | Aut      | Anno |
| ------------------ | ---- | ---- | ---- | ---- | ---- | ---- | ---- | ---- | ---- | ---- | ---- | ---- | -------- | -------- | -------- | -------- | ---- |
| T. max. media (°C) | 7,7  | 9,5  | 12,1 | 17,1 | 21,3 | 26,9 | 29,7 | 30,3 | 25,5 | 18,4 | 13,3 | 10,5 | 9,2      | 16,8     | 29,0     | 19,1     | 18,5 |
| T. min. media (°C) | 1,1  | 1,9  | 3,3  | 6,4  | 9,0  | 14,5 | 15,7 | 15,7 | 13,1 | 9,2  | 5,9  | 3,6  | 2,2      | 6,2      | 15,3     | 9,4      | 8,3  |

## Storia
Le origini di Monticchio sono piuttosto incerte. Tra i primi popoli che vi si insediarono furono i normanni, che si stabilirono nel castello locale (castrum Monticuli), probabilmente costruito prima del loro arrivo, in località San Vito, nei pressi di Monticchio Sgarroni. Tra il X ed XIII secolo, l'area vide stanziarsi alcuni ordini monastici. Intorno al X secolo appaiono a Monticchio i Monaci basiliani, sfuggiti alle lotte iconoclaste, provocate nel 726 dal decreto contro il culto delle immagini emanato da Leone III Isaurico, si erano rifugiati nella zona adriatica dell'Italia meridionale, tra cui nel Vulture ove trovarono un confortevole riparo. I religiosi fondarono uno dei centri monastici di maggiore rilievo, tanto da attirare l'attenzione di Papi e Imperatori nel corso dei secoli.
Un altro gruppo clericale che si trasferì a Monticchio fu quello dei Benedettini, insediatisi nella zona per osteggiare l'influsso della Chiesa di Bisanzio, lasciando testimonianze storico-religiose molto importanti. Con l'arrivo degli Svevi nel Vulture, Federico II lasciò la sua impronta anche a Monticchio, dato che la Badia di S. Ippolito presenta alcune fasi costruttive in stile svevo. Inoltre l'imperatore svevo trascorse nei boschi di Monticchio i suoi momenti di svago praticando la caccia con il falcone (hobby che svolgeva sovente anche a Melfi, Castel Lagopesole, Bosco Incoronata e Palazzo San Gervasio).
Nel corso dei secoli, la località non registrò avvenimenti eclatanti e, con il progredire degli anni, divenne una zona sempre più povera e depressa. Durante il brigantaggio, Monticchio divenne un punto strategico per i briganti, che lo resero un ottimo rifugio per nascondersi dalle truppe sabaude. Qui si riparavano Carmine Crocco e i suoi subalterni Ninco Nanco, Giuseppe Caruso, Caporal Teodoro e Giovanni "Coppa" Fortunato. Negli ultimi decenni, Monticchio è diventata un importante centro di estrazione di acque minerali. Il gruppo Gaudianello, sebbene sia in attività dal 1890, ha raggiunto maggior visibilità solamente negli ultimi anni, figurando tra le prime 10 aziende nazionali del settore ed al 4º posto in Italia nel comparto delle acque effervescenti naturali.

## Luoghi d'interesse

### I laghi

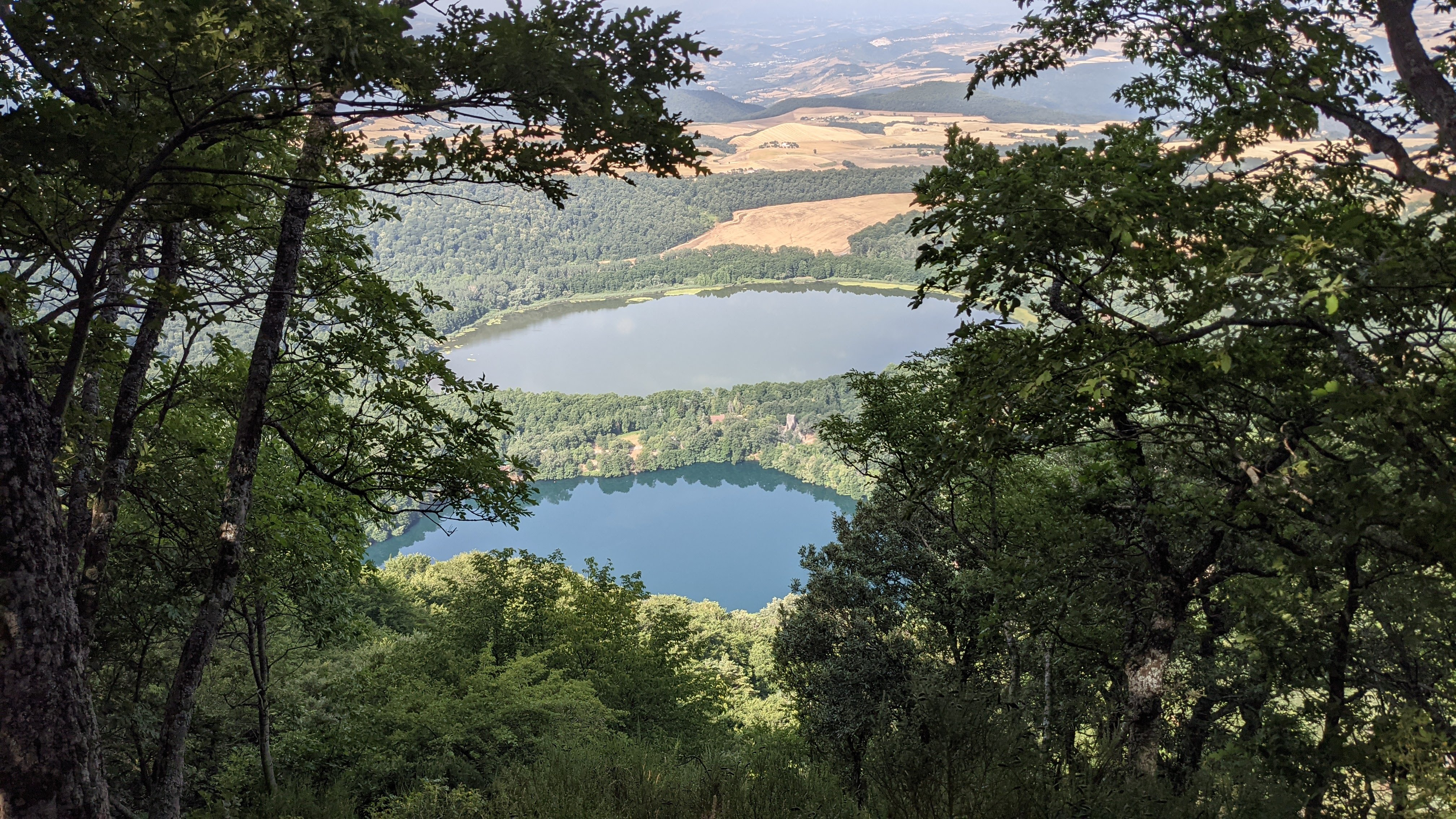
Laghi di Monticchio dal Monte Vulture. In primo piano, il Lago Piccolo, più avanti, il Lago Grande.

Situati alla falda sud occidentale del Monte Vulture occupano le bocche crateriche dell'antico vulcano. Pur comunicando tra loro, i laghi presentano un diverso colore: il Lago Piccolo ha un colore verdastro mentre il Lago Grande tende al verde oliva.
I laghi, entrambi di forma ellittica, sono separati da un istmo largo 215 m. Il Lago Piccolo ha una superficie di 16 ettari e perimetro di 1800 m, presenta sponde ripide che scendono fino ad una profondità di 38 m. Il Lago Grande con una superficie di 38 ettari e perimetro di 2700 m, occupa una cavità imbutiforme, con bassifondi estesi per gran parte del bacino, che solo a nord si inabissano fino a 36 m.
Il lago piccolo a quota 658 m viene alimentato da sorgenti subacquee, da qui l'acqua defluisce attraverso un ruscello con portata di 57 litri al secondo, nel Lago Grande, a quota 656 m.

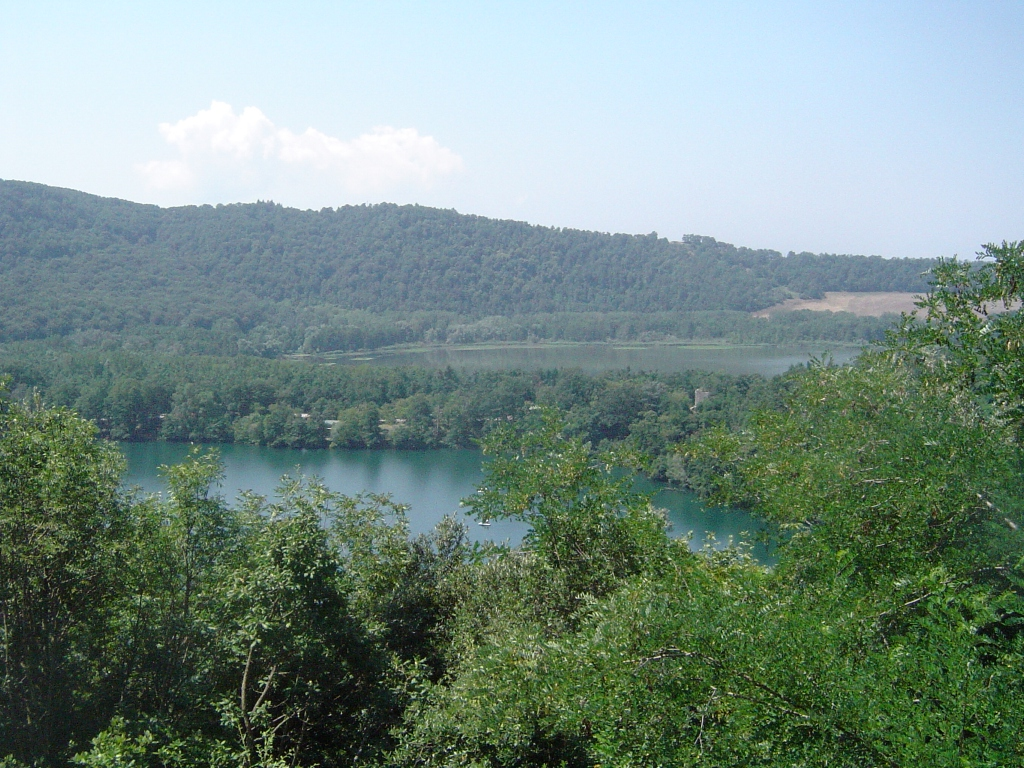
I laghi di Monticchio. In primo piano sulla sinistra, il Lago Piccolo; sullo sfondo a destra, il Lago Grande.

Entrambi i laghi hanno la temperatura più elevata dei laghi d'Italia.
Tra le specie vegetali lungo le rive si ricordano roveri e faggi, nelle acque le ninfee.
La fauna ittica è costituita dall'anguilla, dal triotto, dal persico reale, dalla carpa, dal carassio, dalla gambusia, dal cavedano e dalla rovella.
Specie segnalate sono tinca, persico trota e l'alborella appenninica (Alburnus albidus).
Durante i campionamenti non sono state campionate Alborelle del Vulture; è questo un dato allarmante da evidenziare poiché l’assenza di una specie indigena è un importante segno di alterazione dell’ambiente..

### Abbazia di San Michele Arcangelo

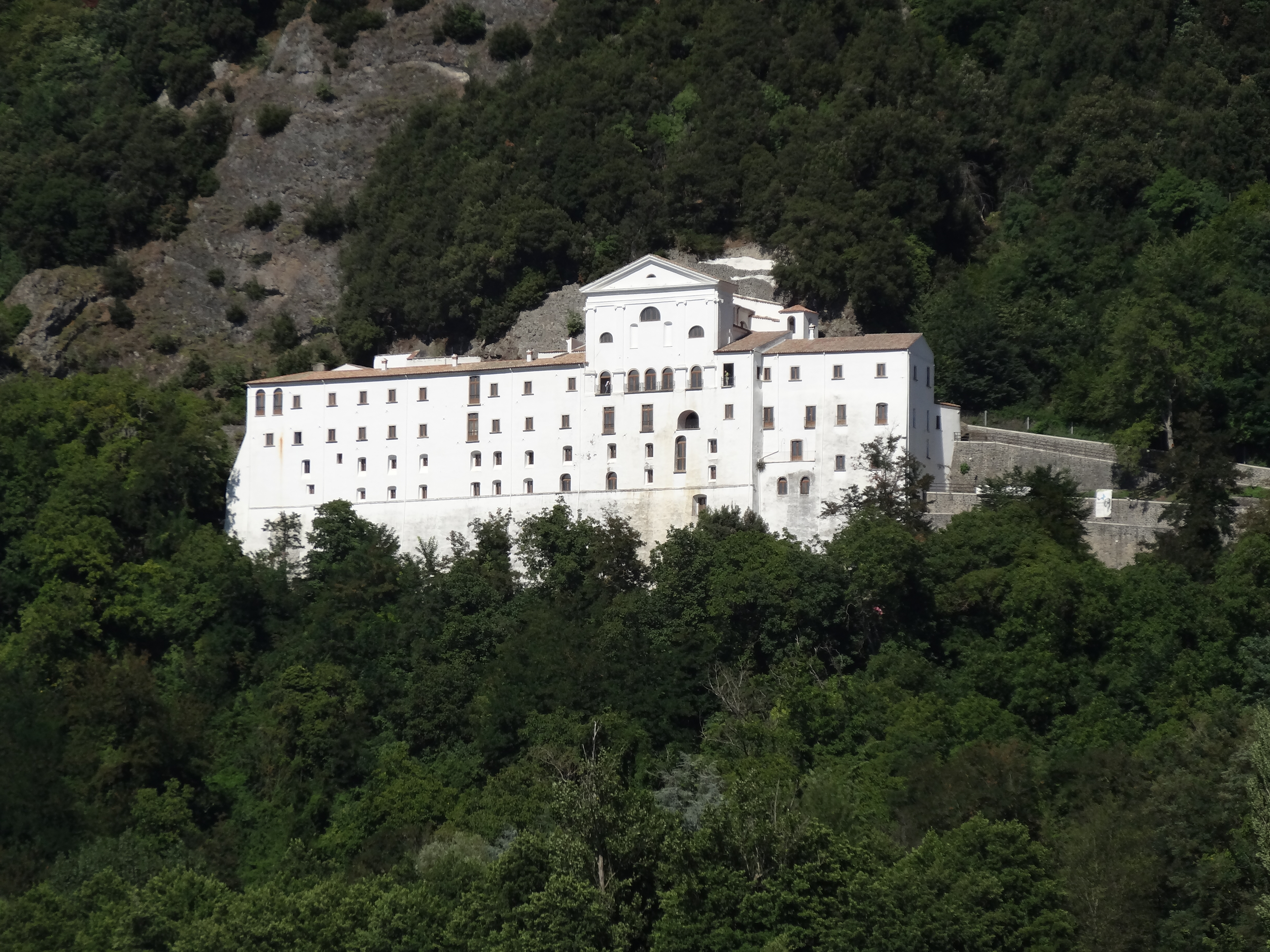
L'Abbazia di San Michele

Edificio religioso la cui costruzione risale all'VIII secolo d.C., intorno ad una grotta abitata da monaci basiliani. Fu eretta su una grotta scavata nel tufo, nei pressi della quale sono stati ritrovati depositi votivi risalenti al IV-III secolo a.C. L'abbazia passò poi ai benedettini (che la abbandonarono nel 1456), ai cappuccini (che fondarono una biblioteca e un lanificio) e, nel 1782 all'ordine militare costantiniano, che ne fu proprietario fino al 1866. L'intero complesso è costituito da un convento a più piani, una chiesa settecentesca e la cappella di S. Michele. La Grotta dell'Angelo dedicata a S. Michele è adornata da affreschi risalenti alla metà dell'XI secolo ed era il luogo dove si riunivano in preghiera i monaci italo-greci che anticamente abitavano la zona. Da qui è possibile avere un suggestivo panorama dei laghi di Monticchio.

### Abbazia di Sant'Ippolito

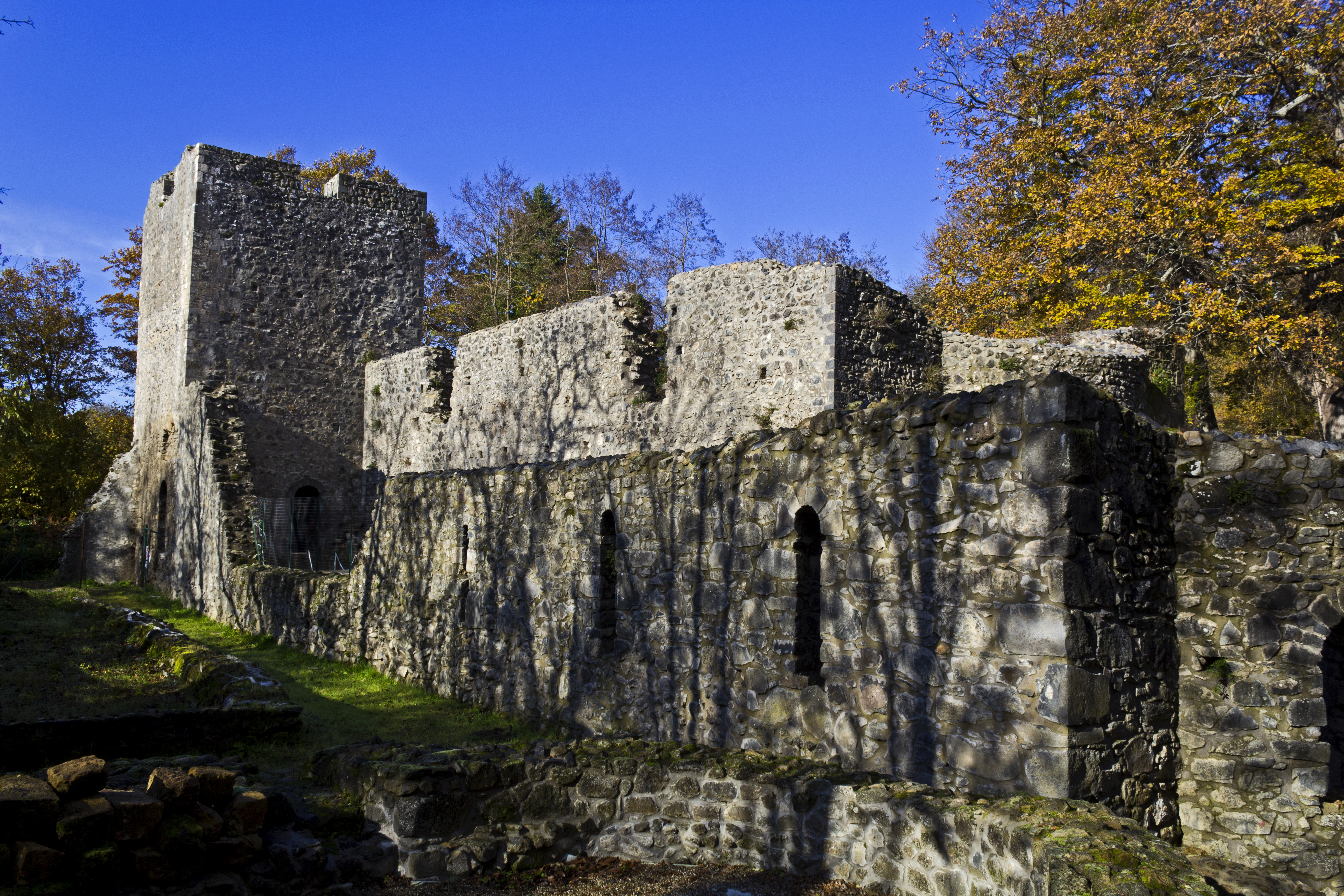
Ruderi dell'Abbazia

Situata tra i due laghi, la struttura è datata tra il XI ed il XII secolo, ad opera dei basiliani. Con l'arrivo dei normanni, i basiliani abbandonarono il Vulture e al loro posto arrivarono i benedettini. Questi trasformarono l'antico monastero basiliano di Sant'Ippolito in un'altra badia benedettina. La struttura, costituita da un'unica navata, subì anche alcune modifiche costruttive in stile svevo, soprattutto per quanto riguarda la cosiddetta torre "campanaria". Il terremoto del 1456 distrusse gran parte dell'Abbazia e i religiosi che vi dimorarono furono costretti ad abbandonarla. Oggi di quello che era un tempo l'Abbazia sono solamente osservabili alcuni pilastri e le absidi.

### Il castello
Come per l'Abbazia di Sant'Ippolito, anche del castello sono rimaste alcune tracce, anche a causa dei numerosi terremoti che tormentarono il Vulture, tra cui quello del 5 dicembre 1456. Situato nella località di San Vito, presso Monticchio Sgarroni, su una collina a più di settecento metri, si ritiene che la sua edificazione risalga prima dell'arrivo dei normanni nel Vulture, a dimostrazione che si tratti di uno dei castelli più antichi della zona, di fatto gli scavi, non ancora portati a completamento, hanno evidenziato tre diverse fasi di costruzione del castello, databili dal I al XIV secolo. Giustino Fortunato sostenne che nel 957 la struttura fu data in donazione da Tandolfo, principe di Conza, ai benedettini della Badia di Monticchio. In epoca medievale, fu sempre oggetto di conquista di vari feudatari della zona. Nel 1072, Abelardo, figlio primogenito del conte normanno Umfredo d'Altavilla, dopo aver battuto presso Troia le bande facenti capo a Roberto il Guiscardo, si spinse fin sull'Ofanto per occupare il Castello di Monticchio, nonché tutto il Vulture e la valle di Vitalba nei pressi dell'odierna Atella. Successivamente Roberto il Guiscardo riconquistò il Castello. Sopra la struttura muraria è presente un arco acuto ghierato, risalente al XII secolo successivamente restaurato durante l'epoca angioina.

### Museo di storia naturale del Vulture
Inaugurato il 20 dicembre 2008, il museo occupa i primi tre livelli del convento di San Michele. Esso mette a disposizione un'interpretazione verosimile della storia del Vulture. I percorsi sono stati costruiti per rappresentare l'evoluzione della natura del vulcano nei 750.000 anni trascorsi dal momento in cui ebbe origine. La sua gestione è realizzata direttamente dalla provincia di Potenza.

### Riserva naturale regionale Lago Piccolo di Monticchio

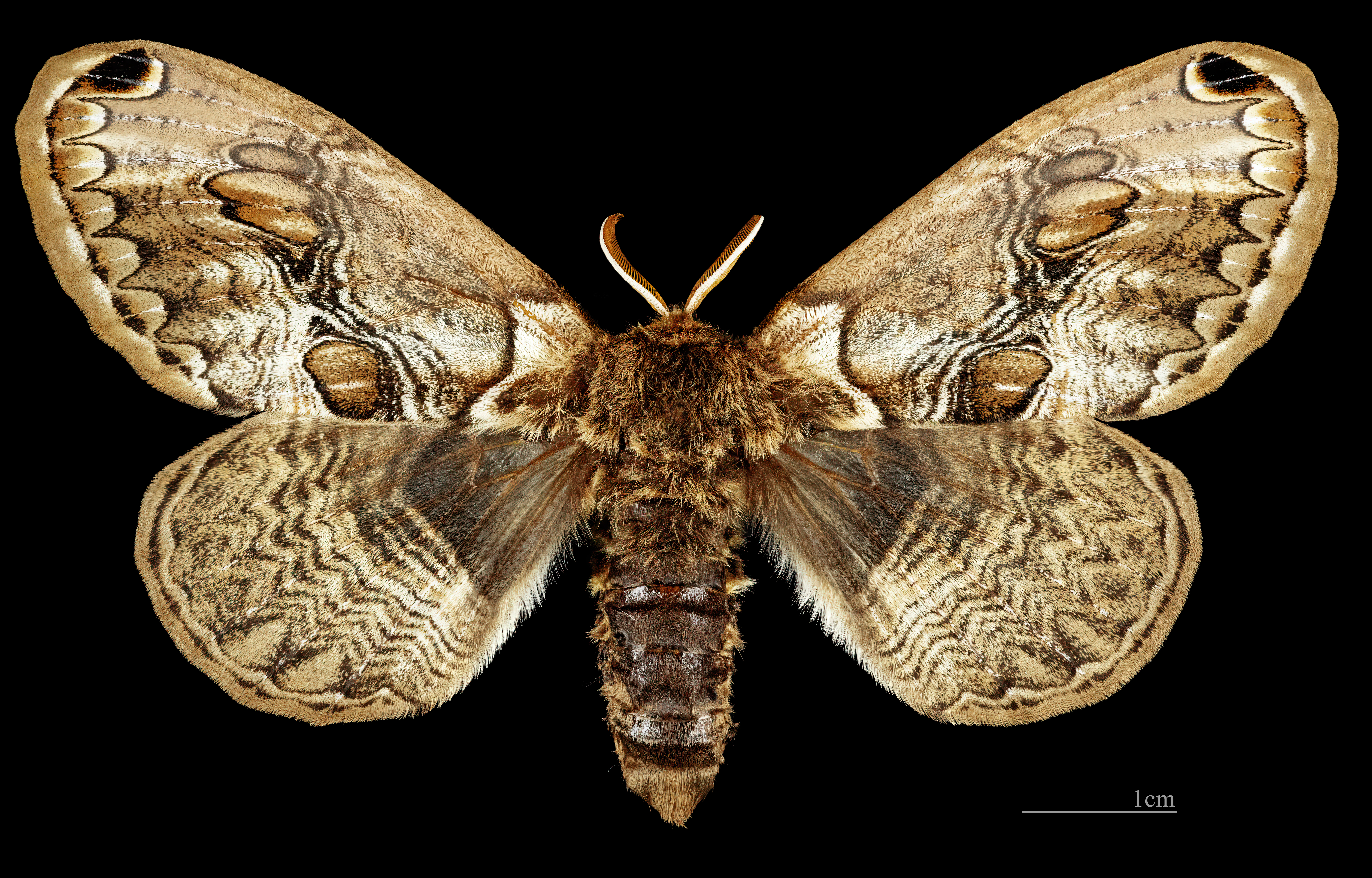
Brahmaea europea

La riserva naturalistica fa parte del comune di Atella, è dotata di un'estensione pari a 187 ettari ed è caratterizzata, per via del microclima, da una faggeta di bassa quota (650 m s.l.m.). Fu istituita nel 1971, con lo scopo principale di tutelare la Acanthobrahmaea (conosciuta anche con la denominazione di Brahmaea europaea), una rara farfalla notturna scoperta nei boschi di Monticchio dallo studioso altoatesino Federico Hartig nel 1963, che ne costituisce l'unica specie europea della famiglia delle Brahmaeidae.. L'insetto giunge di rado presso i laghi, il suo habitat ideale è posto a quote più basse, dove la Foresta di Monticchio costeggia l'Ofanto e la fiumara di Atella. La riserva ospita anche specie faunistiche come la lontra (il cui ultimo avvistamento di un cucciolo con la madre risale al 1983), il gatto selvatico, l'istrice, la puzzola, lo scoiattolo nero, il moscardino ed il quercino italico.

## Economia
L'agricoltura è perlopiù concentrata alle sommità del monte Vulture, ove vengono coltivati vigneti, castagneti e oliveti. L'industria locale si basa sulle esportazioni delle acque minerali, dove operano le già citate aziende Gaudianello (con sede legale a Melfi) e Fonti del Vulture, quest'ultima (che ha sede a Rionero), ha un secondo stabilimento nella frazione che produce le acque minerali Toka, Solaria e Felicia. Per quanto riguarda il turismo, Monticchio, per via del suo clima fresco e temperato, è una meta molto ambita nel periodo estivo, ove si cerca riparo dalle temperature elevate della stagione. Soprattutto nel periodo di ferragosto, Monticchio viene affollata maggiormente da turisti provenienti dalla Puglia e in misura minore dalla Campania e dal Molise. I visitatori possono praticare escursioni ed esplorare la rigogliosa vegetazione del posto, i suoi laghi e i suoi monumenti. Nonostante i numerosi arrivi, lo sviluppo e l'occupazione registrano ancora risultati insoddisfacenti, causa il cosiddetto turismo "mordi e fuggi" ed uno scarso interesse politico per la zona.

## Infrastrutture e trasporti

### Strade
La frazione è collegata ai centri limitrofi dalla strada statale 401 dell'Alto Ofanto e del Vulture e dalla strada statale 167 dei Laghi di Monticchio.

### Ferrovie
La frazione è servita dalla stazione di Monticchio, sulla ferrovia Avellino-Rocchetta Sant'Antonio, attiva per soli treni storici e/o turistici.